# 寶拉·寇提莉絲
寶拉·寇提莉絲 （義大利語： Paola Cortellesi，1973年11月24日—) 是意大利女演员、喜剧演员、电影导演、编剧和制片人。她主演过大约20部电影，以及许多戏剧、电视和广播节目。 2023年，她执导了黑白女权主义喜剧剧情片《我們還有明天》，这是她执导的第一部电影。该片也成为意大利有史以来票房最高的电影之一。

## 外部連結
- 官方网站
- 寶拉·寇提莉絲在互联网电影资料库（IMDb）上的資料（英文）